# Scott City (Missouri)
Scott City – miasto w Stanach Zjednoczonych, w stanie Missouri, w hrabstwie Scott.